# Bas Ek Pal
Bas Ek Pal (Tłumaczenie: "Wystarczy jedna chwila", hindi: बस एक पल, urdu: بس ایک پل)  to bollywoodzki film z 2006 roku wyreżyserowany przez Onira, autora My Brother Nikhil. W rolach głównych Juhi Chawla, Urmila Matondkar, Jimmy Shergill i Sanjay Suri. Tematem filmu jest miłość i krzywda w małżeństwie, która może zaowocować zdradą. Film opowiada też o innej miłości, która rodzi się z odpowiedzialności za krzywdę, i ze współczucia, które przeradza się w przyjaźń. Jest też historią miłości, która w największej samotności i rozpaczy daje siłę na przeżycie nadziei.

## Fabuła
Akcja dzieje się w Bombaju. Nikhil Kapoor (Sanjay Suri) tylko co wróciwszy ze studiów z Bostonu, pełen nadziei i oczekiwań chce przede wszystkim spotkać się z przyjaciółmi od dzieciństwa Rahulem (Jimmy Shergill) i Steve'em. Nie zastawszy ich trafia do nocnego klubu, gdzie daje się oczarować pięknej niezależnej dziewczynie (Urmila Matondkar). Następnego dnia poszukuje jej znów w tym samym klubie tym razem przychodząc tam z dwójką swoich przyjaciół. Anamika też zafascynowana nową znajomością postanawia podnieść temperaturę spotkania przyprowadzając do klubu swojego zazdrosnego wielbiciela Farhada. Nikhil nie zrażony jego obecnością zdecydowanie domaga się od niej obietnicy tańca. Rozdrażniony Farhad zaczyna mu grozić bronią. Dochodzi do szamotaniny. Pistolet, który znalazł się w rękach Nikhila wypala. Kula trafia w plecy Rahula. Nikhil dostaje się do więzienia. Trzy lata daremnie czeka na proces spotykając się w więzieniu z przemocą ze strony więźniów i strażników. W największym zwątpieniu i rozpaczy pociechą dla niego jest marzenie o Anamice. Gdy po trzech latach udaje mu się wyjść za kaucją, dowiaduje się, że Anamika jest zaręczona z unieruchomionym jego kulą na wózku Rahulem. Nikhil nie chce się z tym pogodzić.

## Obsada
- Safina Ali – Ira Malhotra
- Urmila Matondkar – Anamika Joshi
- Jimmy Shergill – Rahul Kher
- Sanjay Suri – Nikhil Kapoor
- Rehaan Engineer – Steve O'Brien
- Purab Kohli
- Yashpal Sharma
- Mahima Chaudhry – Meghna) – gościnnie
- Kuldeep Singh – Farhad

## Piosenki
- Hai Ishq Ye Kya Ek Khata – K.K. & Sunidhi Chauhan Music: Pritam
- Tere Bin – Atif Aslam Music: Mithoon
- Zindagi Hosh Mein – K.K. & Zubin
- Bas Ek Pal – K.K. & Dominque
- Ashq Bhi – K.K. & Sunidhi Chauhan
- Dheemey Dheemey – K.K. & Sunidhi Chauhan
- Bas Ek Pal (Remix)
- Tere Bin (Remix)
- Zindagi Hosh Mein (Remix)